# Sol Katz
Sol Katz (3 agosto 1947 – 23 aprile 1999) è stato un geografo e informatico statunitense.
Sol Katz è stato un pioniere del software geospaziale (una sottocategoria del GIS) e ha lasciato un ampio corpus di lavori in forma di applicazioni informatiche e specifiche di formato allo US Bureau of Land Management.
Questo archivio è stato rilasciato a condizione che sia il codice sorgente che le relative applicazioni siano disponibili gratuitamente a tutta la comunità. 
Sol ha anche contribuito a molte mailing list geospaziali.
Nato in Svezia nel 1947 si è trasferito, all'età di un anno, negli USA.
Dopo le scuole superiori ha cominciato a lavorare per la US Air Force in Germania. A seguito di questa sua breve carriera militare decide di trasferisci a New York per studiare geologia presso il Brooklyn College.
Ottenuta la laurea in geologia lavora per 7 anni presso lo US Bureau of Land Management. Si trasferisce poi a Lakewood (Colorado) per iscriversi ad un master in informatica presso l'università di Denver.
Muore il 23 aprile del 1999 a causa di un linfoma non Hodgkin, lasciando la moglie Hedy ed i figli Shanna e Risa.

## Sol Katz Award
Il premio Sol Katz per il software libero e open Source geospaziale (GFOSS) è dato a persone che hanno mostrato capacità di leadership nella comunità GFOSS.
- 2005 - Frank Warmerdam - Sviluppatore della libreria GDAL / OGR
- 2006 - Markus Neteler - sviluppatore dal 1998 di GRASS  e fondatore della Open Source Geospatial Foundation (OSGeo)
- 2007 - Steve Lime - Leader del progetto MapServer
- 2008 - Paul Ramsey - Leader del progetto Postgis
- 2009 - Daniel Morissette - Co-leader del progetto MapServer e di  CPS della libreria GDAL / OGR
- 2010 - Helena Mitasova - Collaboratrice di GRASS, autrice e promotrice di FOSS4G nel mondo accademico
- 2011 - Martin Davis - Sviluppatore di JTS, Java Topology Suite
- 2012 - Venkatesh Raghavan - Fondatore della comunità FOSS4G
- 2013 - Arnulf Christl - Fondatore della Open Source Geospatial Foundation (OSGeo)
- 2014 - Gary Sherman - Fondatore del progetto QGIS
- 2015 - Maria Brovelli - sostenitrice di FOSS4G e GeoForAll
- 2016 - Jeff McKenna - per la lunga passione e la leadership nel diffondere FOSS4G e OSGeo nel mondo
- 2017 - Andrea Aime - sviluppatore principale di GeoServer e GeoTools